# 모나스티르 (이탈리아)

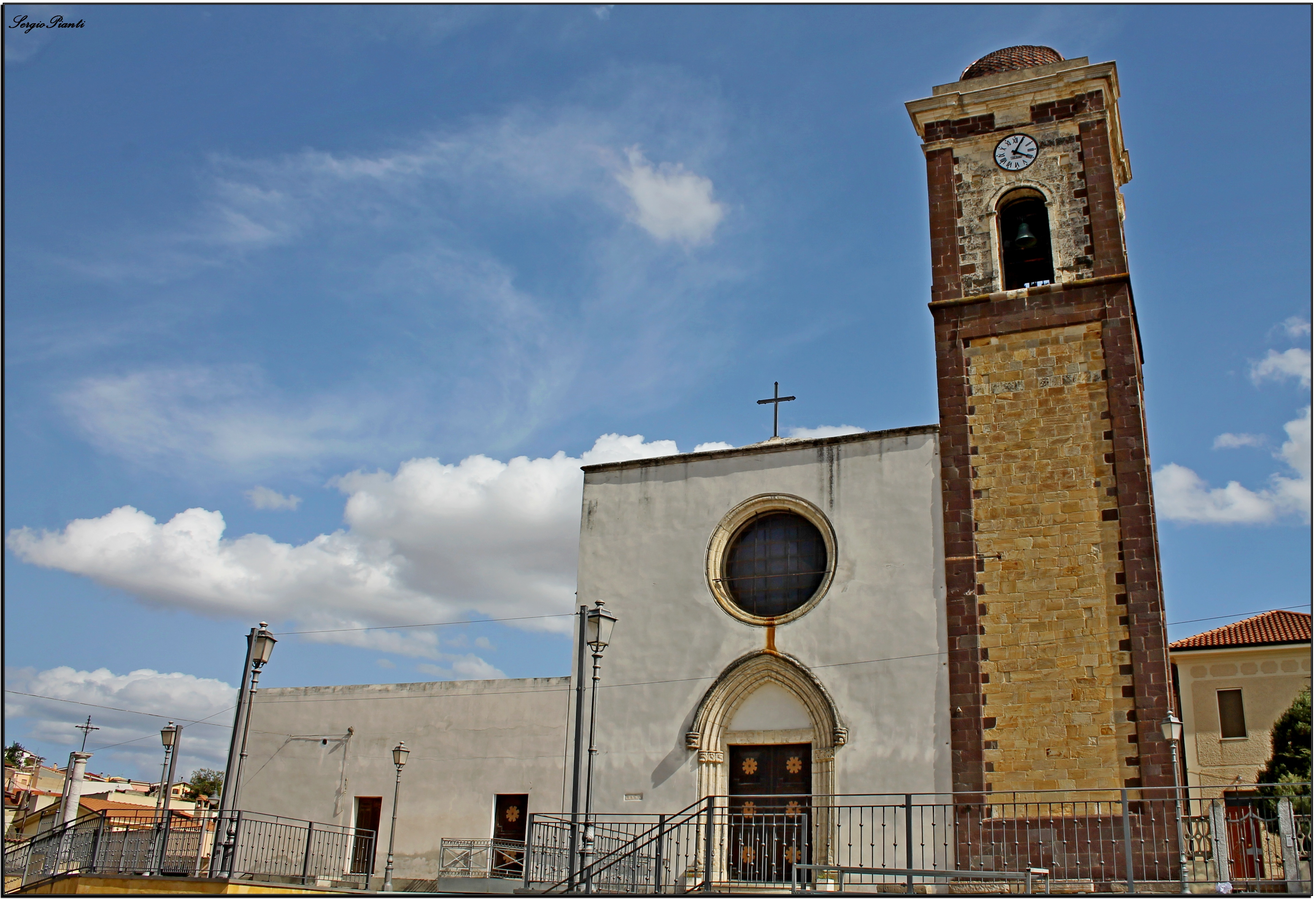

모나스티르(이탈리아어: Monastir, 사르데냐어: Muristenis)는 이탈리아 사르데냐주 수드사르데냐도에 위치한 코무네로 면적은 31.8km2, 인구는 4,532명(2004년 12월 기준), 인구 밀도는 140명/km2이다. 칼리아리에서 북서쪽으로 약 20km 정도 떨어진 곳에 위치한다.